# Foresta vergine
Foresta vergine è l'espressione che si usa per definire una foresta praticamente incontaminata dalla presenza umana, sostanzialmente l'equivalente colloquiale di foresta primaria. All'interno di una foresta vergine si riconoscono contemporaneamente tutti gli strati di crescita delle specie che la compongono e naturalmente non si è mai svolta alcuna pratica di selvicoltura.

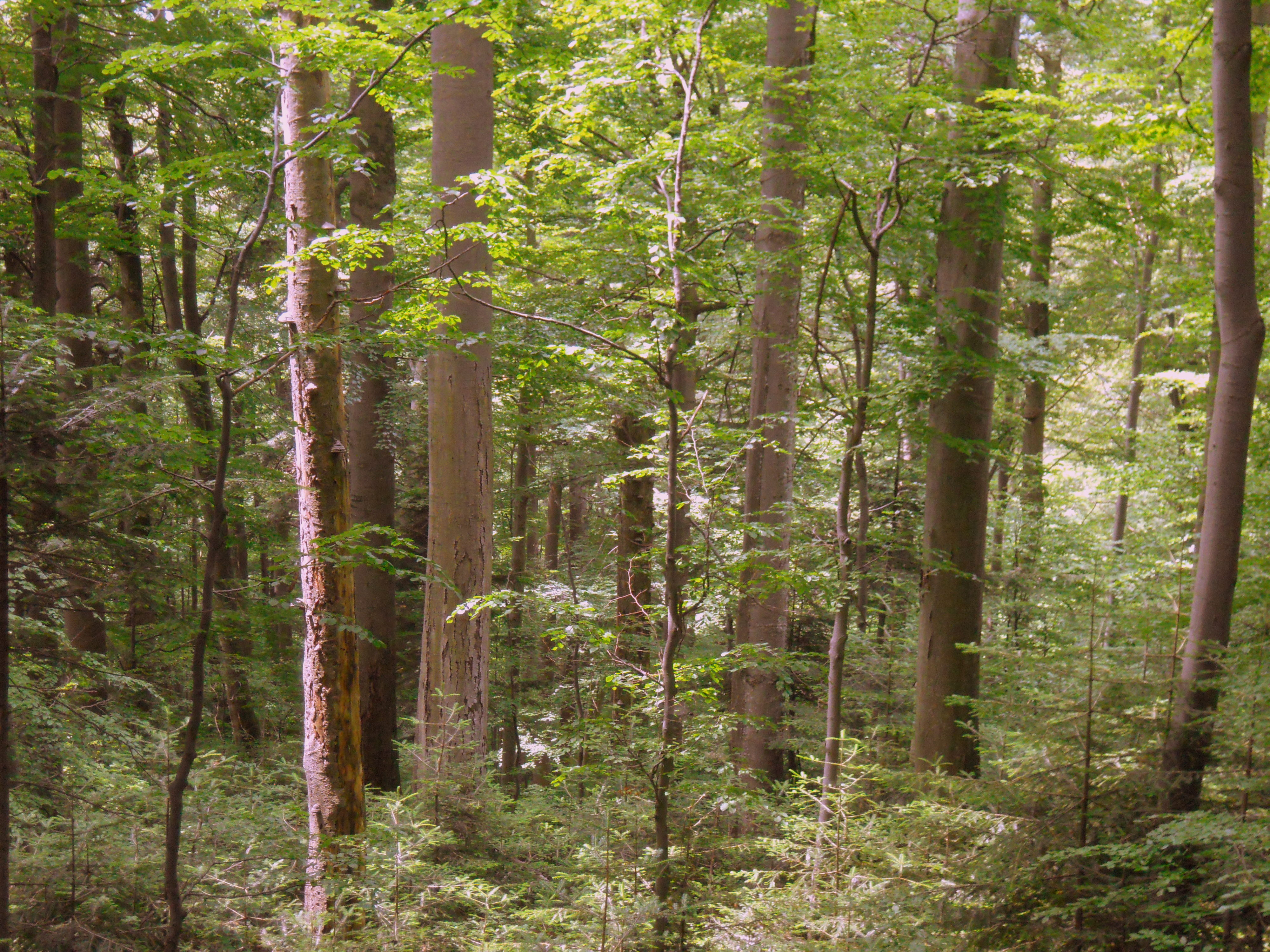
L'area di foresta vergine di faggio nel PN Poloniny

Talvolta l'espressione "foresta vergine" viene usata erroneamente come sinonimo di "foresta pluviale tropicale". In realtà, la stessa espressione si può applicare a una foresta di climi temperati, o subartici o alpini, purché abbia le caratteristiche di incontaminazione proprie di una "foresta vergine".
In Europa, ci sono poche foreste (temperate) vergini, di cui la principale è considerata quella di Białowieza, al confine tra Polonia e Bielorussia; ma è pure ben conosciuta anche la foresta di Stužica, all'interno del Parco Nazionale Poloniny, all'estremità orientale della Slovacchia. Un altro esempio di foresta vergine non tropicale, tra Europa e Asia, è quello della foresta vergine di Komi.  Ampie zone della foresta amazzonica si possono considerare un valido esempio di foresta vergine tropicale.